# Jeboehlkia gladifer
Cá Bladefin Basslet (Danh pháp khoa học: Jeboehlkia gladifer) là một loài cá biển trong họ cá mú Serranidae thuộc bộ cá vược. Chúng là loài cá được ưa chuộng để nuôi làm cá cảnh, một chú cá nhỏ bé và có bề ngoài khá bình thường như Bladefin Basslet lại có giá lên tới 10.000USD. Loài cá này có kích thước lớn nhất cũng chỉ khoảng 3–4 cm, thường sống trong các rạn san hô ở vùng nước sâu và ít khi bơi ra ngoài. Điểm đặc biệt nhất chính là chiếc vây giống như một chiếc sừng nhỏ trên lưng của loài cá này, chiếc vây càng dài thì con cá càng có giá trị. Chúng phát triển chiều dài đến 4,1 cm.